# Cmentarz żydowski przy Brady Street w Londynie
Cmentarz żydowski przy Brady Street (ang. Brady Street Cemetery) – cmentarz żydowski zlokalizowany przy Brady Street w Londynie, na terenie East Endu, w Whitechapel (dzielnica Tower Hamlets).

## Historia
Cmentarz znajduje się kilkaset metrów na północ od skrzyżowania Brady Street z Whitechapel Road. Nekropolię otwarto w 1761, a zamknięto w 1858. W miarę wypełniania się cmentarza kolejnymi pochówkami zdecydowano się na usypanie czterometrowej warstwy ziemi w centrum nekropolii, aby umożliwić dalsze pogrzeby. Na tym wzniesieniu nagrobki istniejących pochówków i tych późniejszych (usytuowane nad nimi) są ustawiane tyłem do siebie.
W latach 80. XX wieku lokalna rada miejska rozważała przebudowanie terenu cmentarza, z powodu długotrwałego nieprowadzenia pochówków, co wiązałoby się z utratą znacznej części dziedzictwa żydowskiego w Londynie. Aby uchronić to miejsce przed zniszczeniem, przeprowadzono jednorazowy pochówek, a w 1990 pogrzebano tu Nathaniela Mayera Victora Rothschilda (1910-1990), trzeciego barona Rothschilda. W ten sposób zabezpieczono cmentarz przed likwidacją do 2090 (w Londynie cmentarz może być zlikwidowany po stu latach bez pochówków).

## Osoby pochowane
Na cmentarzu znajdują się nagrobki kilku znanych mieszkańców Londynu. Spoczywają tutaj m.in.:
- Nathan Mayer Rothschild (1777-1836[2]), założyciel brytyjskiej gałęzi dynastii bankowej (zm. 1836), pochowany obok swojej żony Hannah,
- Nathaniel Mayer Victor Rothschild (1910-1990), trzeci baron Rothschild,
- Philip Harris, armator z basenu Shadwell (zm. 1844)[1],
- Solomon Hirschell (1762-1842), naczelny rabin Wielkiej Brytanii,
- Hyman Hurwitz (1770-1844), profesor języka hebrajskiego na Uniwersytecie Londyńskim, przyjaciel Samuela Taylora Coleridge'a,
- Miriam Levy (1801-1850), pracownica opieki społecznej, która otworzyła pierwszą kuchnię dla ubogich w Whitechapel[2].

Wejście na cmentarz jest możliwe po wcześniejszym umówieniu z organem ds. pogrzebów londyńskiej Wielkiej Synagogi.